# ترس (مجموعه تلویزیونی)
ترس یا ترور (به انگلیسی: The Terror) مجموعه‌ای تلویزیونی درام ترسناک آمریکایی است که بر اساس رمانی به همین نام نوشته دن سیمونز ساخته شده است. این مجموعه به روایت ماجرای سفر دو کشتی اکتشافی بریتانیا به قطب شمال می پردازد.
در این سریال بازیگرانی مثل جرد هریس، توبیاس منزیس، آدام ناگایتیس و پل ردی بازی کرده‌اند.
پخش این مجموعه از ۲۵ مارس ۲۰۱۸ از شبکهٔ ای‌ام‌سی آغاز شد.

## خلاصه داستان
داستان سریال در سال ۱۸۴۵ می‌گذرد.
داستان حول محور دوکشتی اکتشافی متعلق به نیروی دریایی بریتانیا، «ارباس(EREBUS)» و «ترور(TEROR)» به فرماندهی سر جان فراکلین است که عازم قطب شمال هستند. اما این سفر، یک سفر معمولی نیست چون در آنجا با اتفاقات عجیب و غیرعادی روبرو می‌شوند؛ اتفاقاتی که ترس به جان آنها میندازد.